# Héder nádor

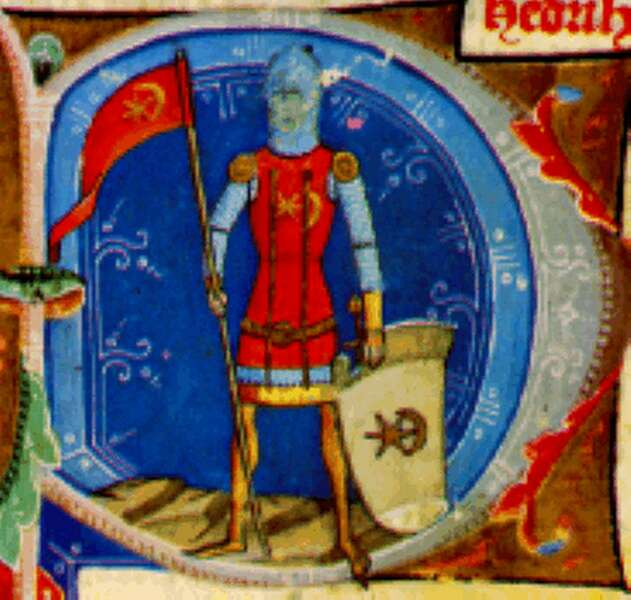
Héder nádor alakja a Képes Krónikában

Héder (†1163 után) vagy Hedrich, Henrik ispán, országbíró, nádor, a Héder nemzetség névadó őse.
Testvérével, Wolferrel együtt valószínűleg Karinthiából települt be II. Géza uralkodásának kezdetén, akitől a Győr vármegyei Hédervárt kapta adományul.
1146-ban mint ispánt említik. 1150–1157-ig országbíró. 1158 januárjában Gervasius győri püspökkel a király követeként részt vett a regensburgi birodalmi gyűlésen.
Itt Barbarossa Frigyes előtt sikerrel megcáfolták a császárhoz menekült István herceg, Géza király öccsének állításait.
A császár ezután megvonta támogatását Istvántól.
A II. Géza halála utáni trónviszályokban az elhunyt király fia, III. István mellé állt Géza öccsei – IV. István és II. László – ellenében, akinek 1162–1164-ig nádora volt.